# موزه ملی فولکلور کره
موزه ملی فولکلور کره (انگلیسی: National Folk Museum of Korea) موزه‌ای ملی در کره جنوبی است که در مجموعه کاخ‌های گایونگ‌بوک در منطقه جونگنو سئول واقع شده و برای نمایش تاریخ زندگی سنتی مردم کره جنوبی، از مدل‌های اشیای تاریخی، بهره می‌برد. 

## تاریخ
این موزه در هشتم نوامبر ۱۹۴۵ و توسط دولت آمریکا ایجاد شد و در ۲۵ آپریل ۱۹۴۶، در سالن یادبود دولت شروع به کار کرد. هنگامی که این موزه در موزه ملی کره ادغام شد، مجموعه‌ای متشکل از ۴۵۵۵
مدل این موزه، به سایتی در جوار کوه نامسان انتقال یافت. در ۱۹۷۵، هنگامی که موزه ملی به کاخ گایونگ‌بوک منتقل شد، این مجموعه نیز به این مکان و در کنار ساختمان موزه هنر مدرن، منتقل شد. در ۱۹۹۳، این مجموعه در مکان فعلی‌اش افتتاح شد که در حقیقت، مکان سابق موزه ملی کره است. طراحی این ساختمان، بر اساس چند ساختمان تاریخی در کره جنوبی انجام شده است.

## مجموعه

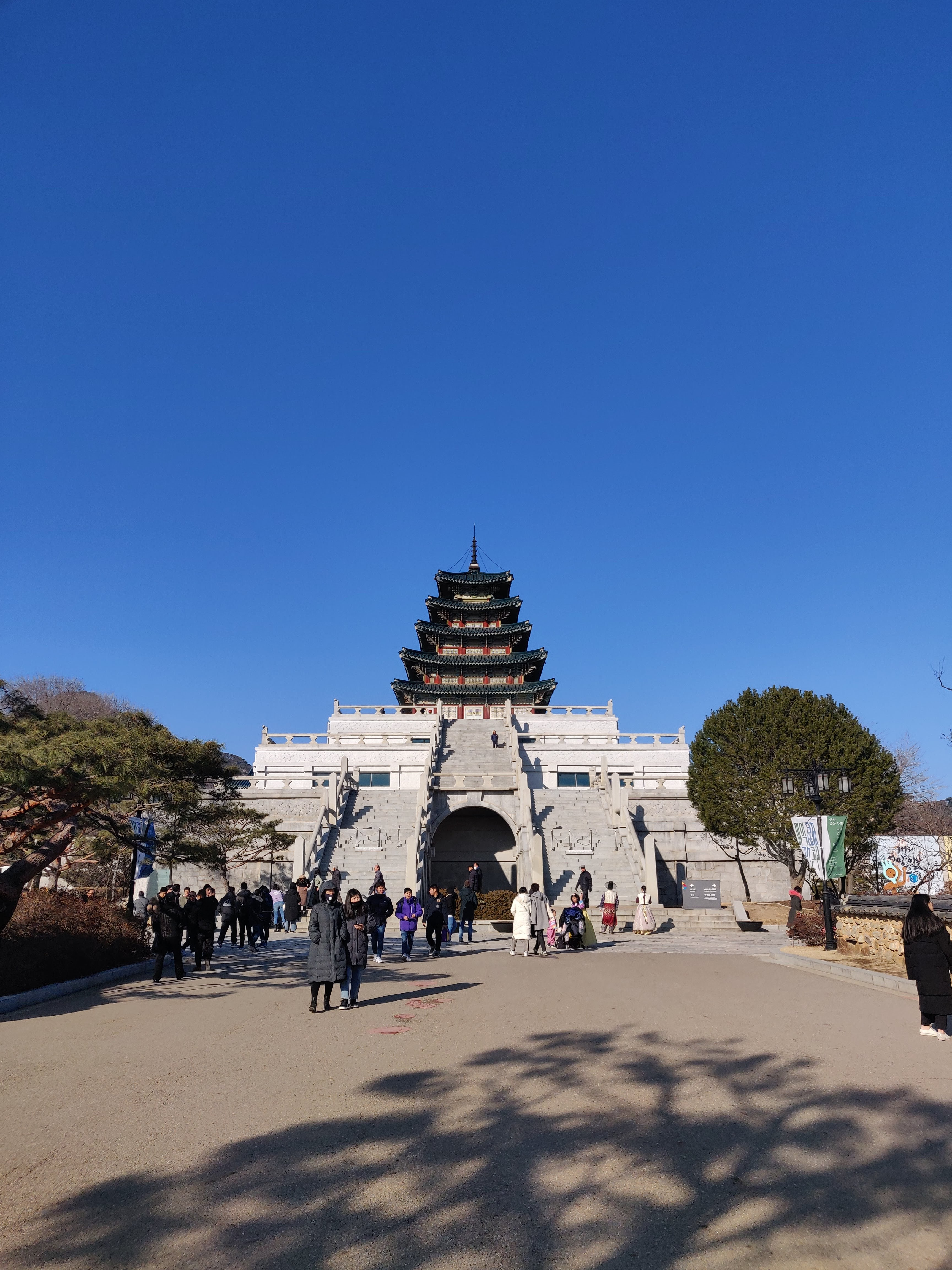
ورودی موزه مردمی ملی کره جنوبی

این موزه سه بخش اصلی برای نمایش آثار دارد که بالغ بر ۹۸۰۰۰ اثر مصنوعی را در خود جای داده؛ بخش اول، شامل آثاری می‌شود که تاریخ مرد کره را بر اساس ابزارها و موادی که در زندگی روزمره به‌کار می‌بردند، از زمان پیش از تاریخ تا پایان چوسان در ۱۹۱۰ را دربرمی‌گیرد. بخش دوم، شامل آثاری است که شیوه زندگی مردم کره را در قامت روستاییان دوران‌های باستانی، به تصویر می‌کشد و بخش آخر، چرخه زندگی کره‌ای‌ها را که ریشه‌های عمیقی در آیین کنفسیوس دارد و چگونگی تاثیر نوع تفکر و ایدئولوژی در شکل دادن به فرهنگ و آداب و رسوم را به تصویر می‌کشد. این موزه همین‌طور بخش‌هایی برای نمایش در فضای باز دارد که به نمایش برخی ابزارهای مربوط به عبادت و دعا کردن، آسیاب، پناهگاه‌های ذخیره‌سازی برنج و محل‌های ساختن گلدان‌های کیمچی اختصاص دارد.